# Chrast (district de Chrudim)
Pour les articles homonymes, voir Chrást.
Chrast est une ville du district de Chrudim, dans la région de Pardubice, en République tchèque. Sa population s'élevait à 3 148 habitants en 2024.

## Géographie
Chrast se trouve à 12 km au sud-est de Chrudim, à 19 km au sud-est de Pardubice et à 109 km à l'est de Prague.
La commune est limitée par Řestoky et Rosice au nord, par Luže, Hroubovice et Skuteč à l'est, par Leštinka et Vrbatův Kostelec au sud, par Horka au sud-ouest, et par Zaječice à l'ouest.

## Histoire
La première mention écrite de la localité date de 1159, année de la fondation du monastère bénédictin de Podlažice, aujourd'hui un quartier de Chrast. Le monastère a été détruit par un incendie en 1421 pendant les guerres hussites et n'a jamais été reconstruit.

## Administration
La commune se compose de quatre sections :
- Chacholice
- Chrast
- Podlažice
- Skála

## Galerie

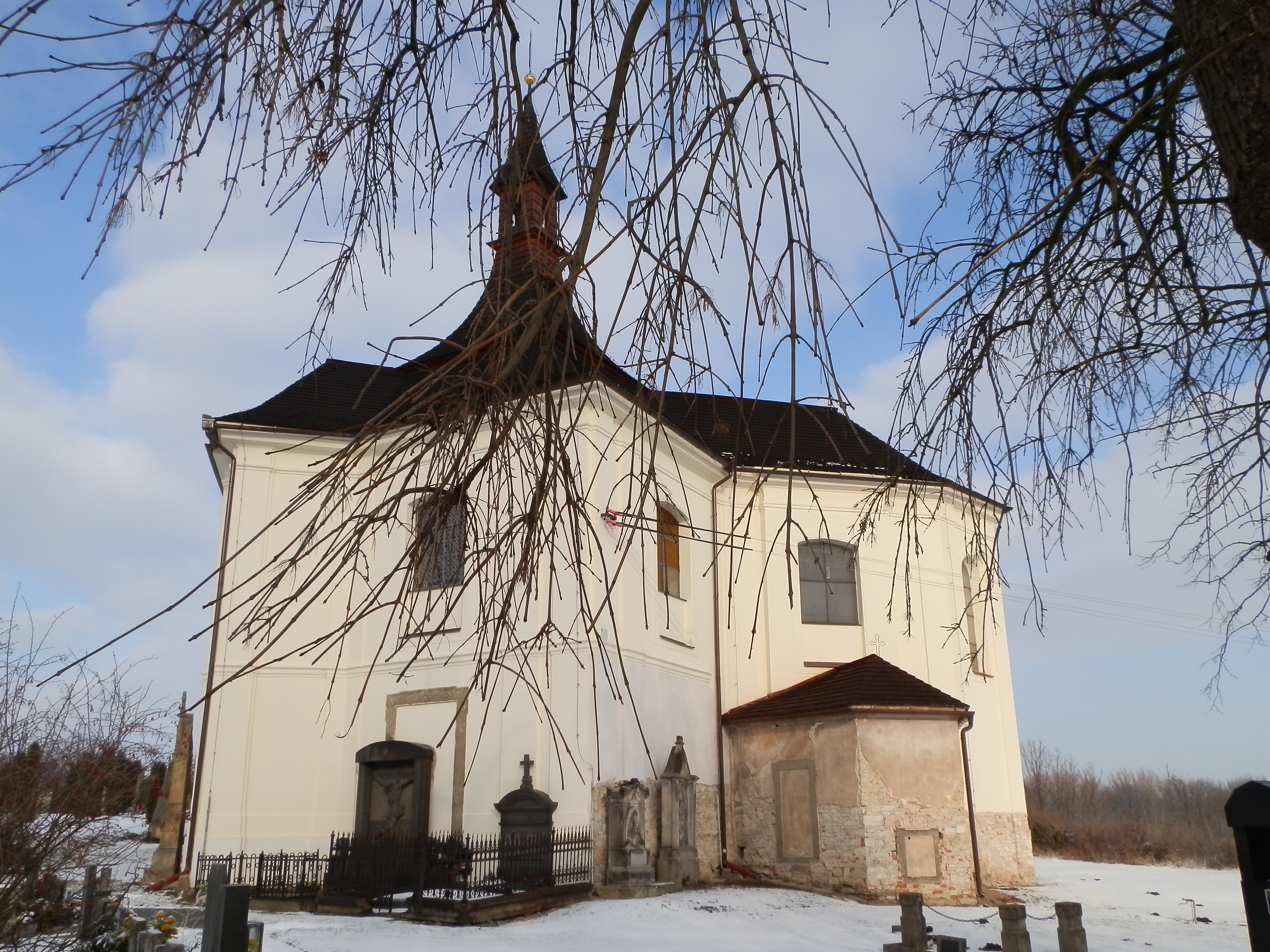
Église Saint-Martin.
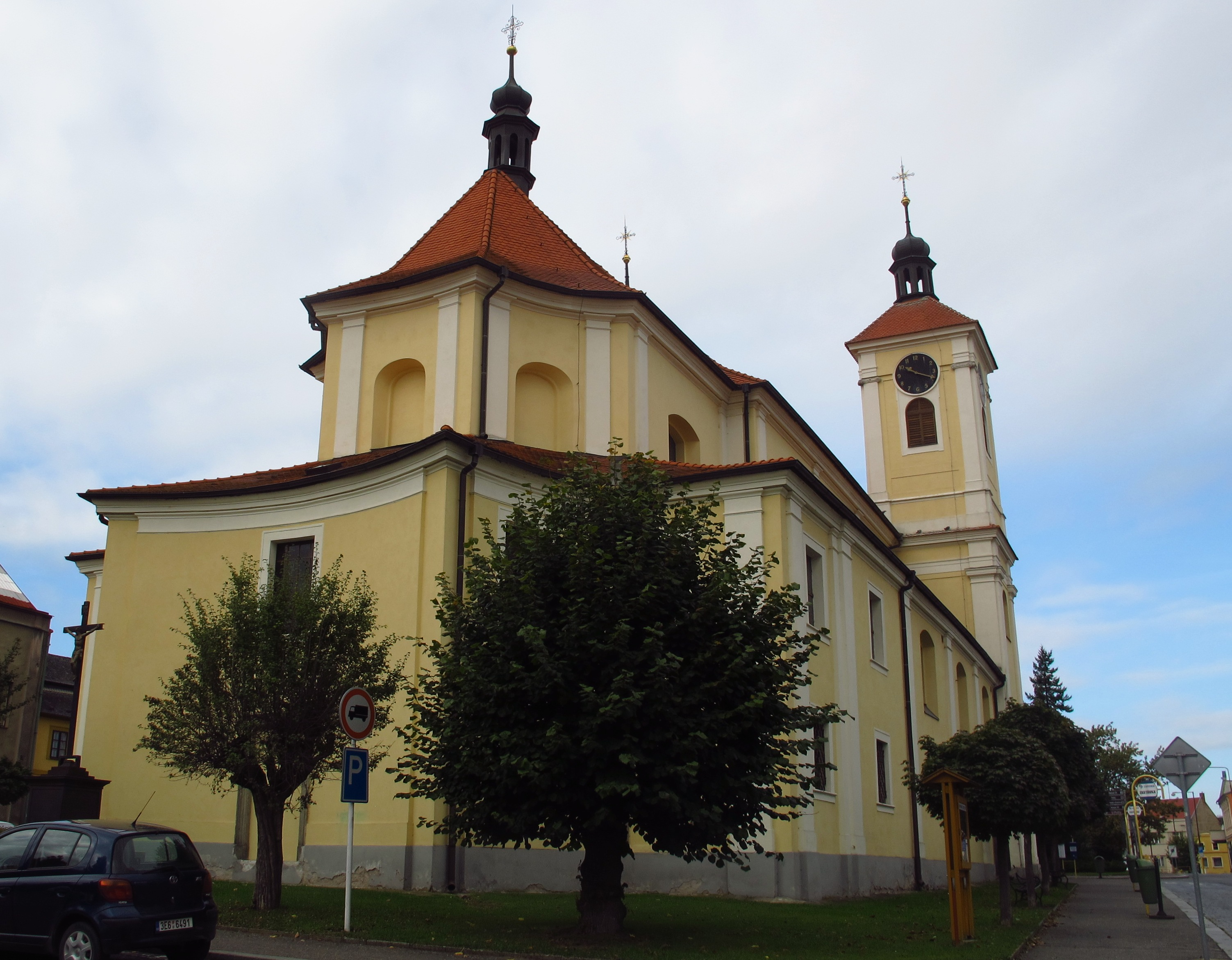
Église de la Sainte-Trinité.

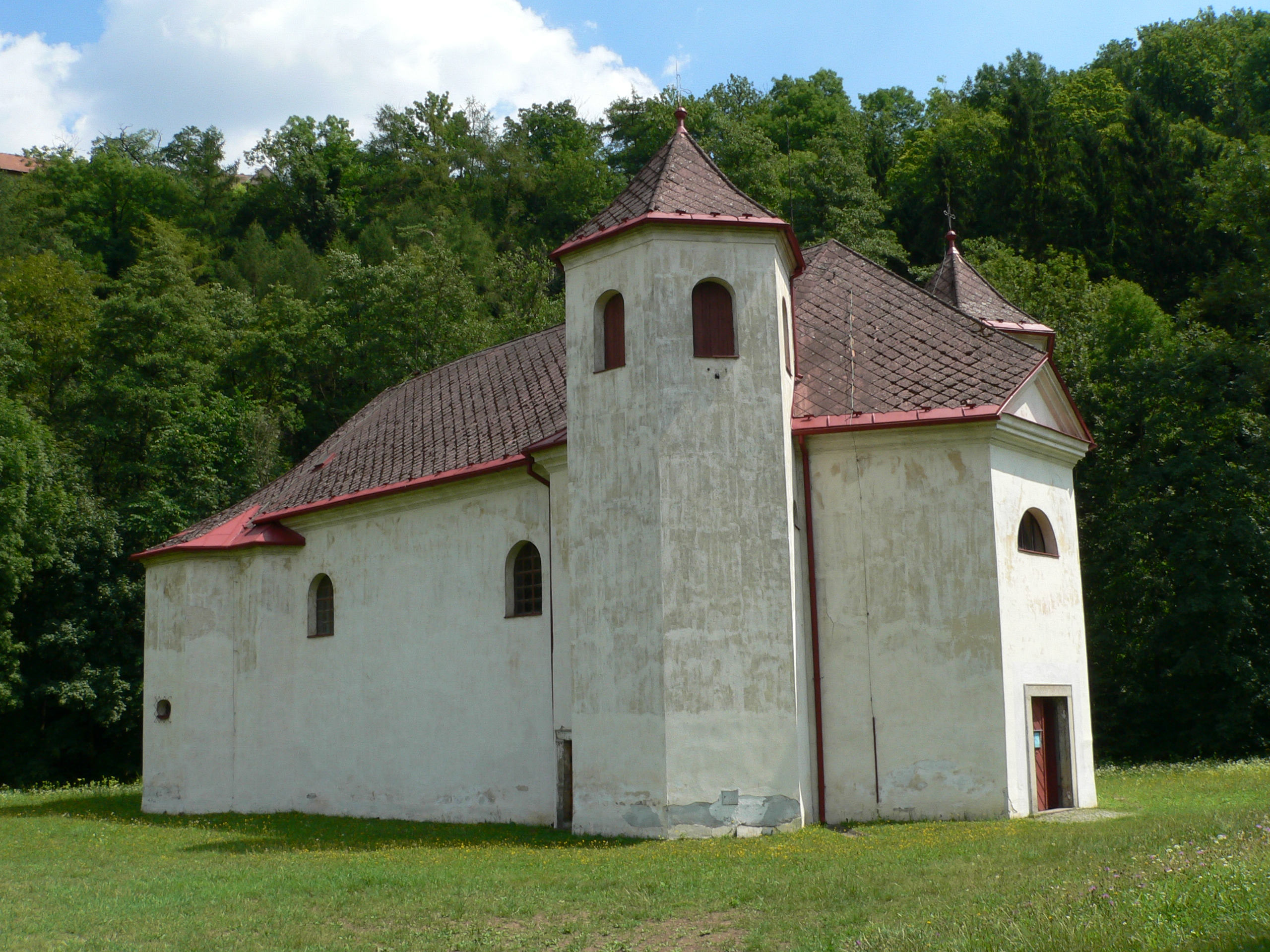
Chapelle de la Vierge Marie à Skála.
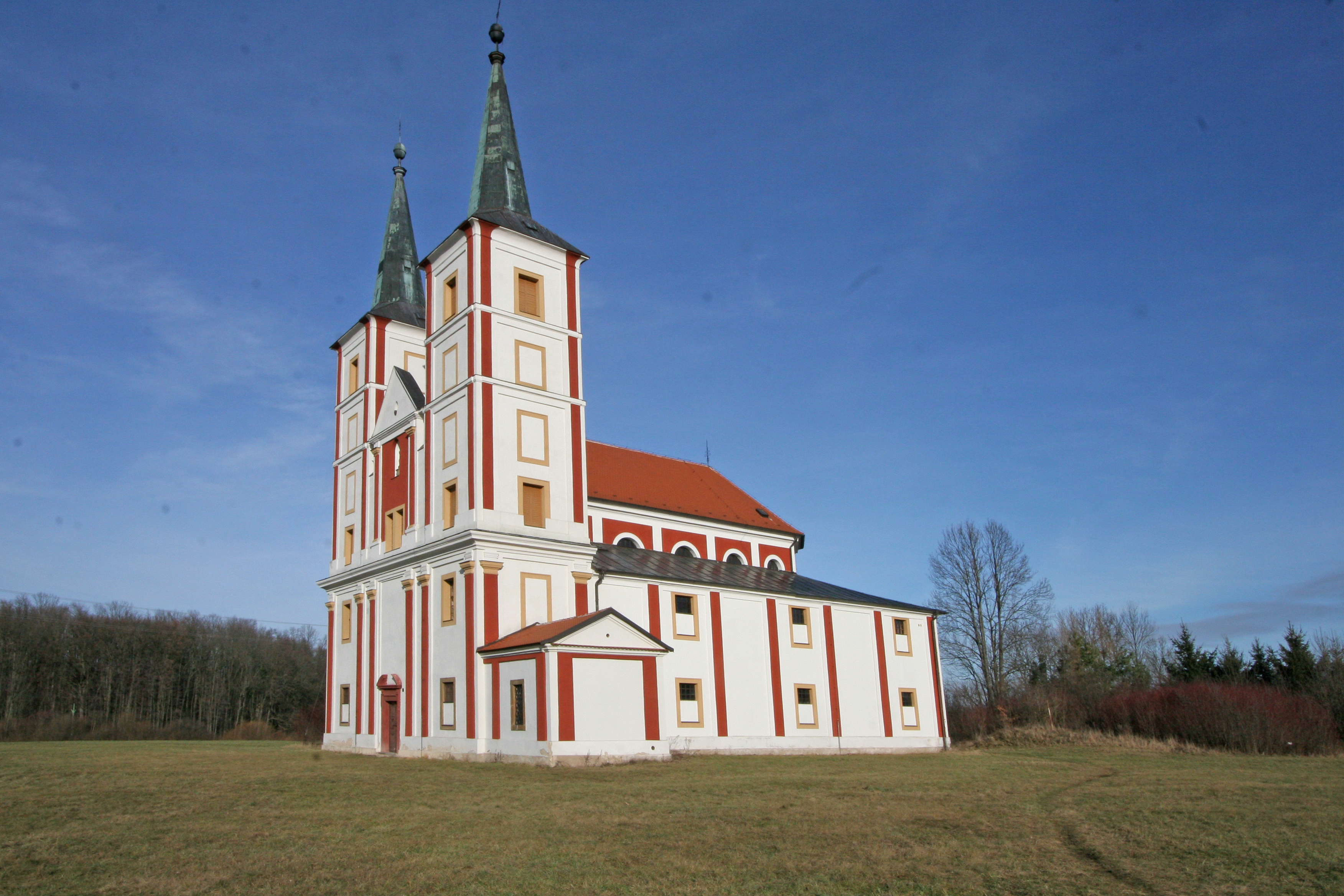
Église Sainte-Marguerite à Podlažice.

## Transports
Par la route, Chrast se trouve à 12,5 km de Chrudim, à 22,5 km de Pardubice et à 135 km de Prague.

## Personnalités
- Ludwig August Frankl von Hochwart (1810-1894), médecin, journaliste et écrivain autrichien
- Jindřich Heisler (1914-1953), artiste surréaliste